# Muleta
Muleta este o arie protejată (arie de protecție specială avifaunistică — SPA) din Spania întinsă pe o suprafață de 161,06 ha, integral pe uscat.

## Localizare
Centrul sitului Muleta este situat la coordonatele 39°47′30″N 2°40′31″E / 39.7917°N 2.6752°E.

## Înființare
Situl Muleta a fost declarat arie de protecție specială avifaunistică în martie 2006 pentru a proteja 4 specii de animale.

## Biodiversitate
Situată în ecoregiunea mediteraneană, aria protejată nu include niciun habitat protejat.
La baza desemnării sitului se află mai multe specii protejate de  păsări (4): Falco eleonorae, șoim călător (Falco peregrinus), Phalacrocorax aristotelis desmarestii, Sylvia sarda.